# 甬江街道
甬江街道是中国浙江省宁波市江北区下辖的一个街道，辖域面积15.8平方公里，因境域东南临甬江而得名:50。

## 历史
秦至唐属句章县、鄮县，五代开平三年（909年）鄮县分为鄞县、望海县（次年改为定海县），东境属定海县，西境属鄞县，宋元丰元年（1078年）时东境属定海县清泉西乡光政里，西境属鄞县万龄老界乡赤城里、清道乡横山里，元延祐七年（1320年）时属定海县清泉乡四、五、六都、鄞县清道乡第五十、五十一都，明时属定海县西管乡、鄞县清道乡横山里，清康熙二十六年（1687年）定海县更名为镇海县，乾隆年间横山里划归东安乡白檀里，属甬东隅，镇海县西管乡四、五都，宣统三年（1911年）西境属鄞县城区，1927年鄞县部分属宁波市，1931年属镇海县西管区、鄞县县第三区北林镇、登云镇，1935年鄞县部分属江北镇、北郊镇，1936年镇海部分属梅堰乡、白沙乡、压赛乡，1946年镇海部分属沙堰乡，1949年6月鄞县江北镇、北郊镇划入宁波市，1950年9月沙堰乡分出梅堰乡，1951年7月沙堰乡分为白沙乡、压赛乡，1951年8月原鄞县部分属宁波市郊区湾头乡，1956年1月湾头乡、泗港乡、西成乡的两个村合并为西郊乡，1954年11月梅堰乡、白沙乡、压赛乡划入庄桥机场特区，1956年4月梅堰乡、白沙乡、压赛乡合并为北郊乡，1958年9月东郊乡、西郊乡、北郊乡合并为甬江人民公社，1959年12月庄桥人民公社并入甬江人民公社，1960年10月分为甬江人民公社、庄桥人民公社，11月部分辖区划归镇海县东风（庄市）人民公社，称梅堰管理区，1961年12月设立甬江区，1962年12月撤销甬江区，1963年甬江公社分出江北公社，2月庄市人民公社梅堰管理区划归宁波市，1976年11月甬江公社划入市区，原鄞县部分属甬江公社西南郊管理区，1978年4月分为东郊公社、西郊公社、江北公社，1982年2月江北公社白沙、压赛、西管、孔浦等居民区划归白沙街道，1983年公社改为乡，1984年1月镇海县庄市镇路林村、联成村、双桥村划入北郊乡，4月江北乡更名为湾头乡，孔浦村、压赛村划入北郊乡，1992年5月北郊乡、湾头乡合并为甬江镇，2004年6月撤镇设立甬江街道:3、50-51、404-405:84-85，包家村划入白沙街道，永红村划入文教街道，路林村、联成村、双桥村划入孔浦街道，孔浦街道百合社区、白杨社区划入甬江街道，2020年6月白杨社区划归孔浦街道，辖区范围调整为东与镇海边界（东昌路）至中官新路止，往南沿中官新路、环城北路至姚江大桥，西和北边界保持不变。

## 行政区划
甬江街道共下辖以下地区：
白杨社区、百合社区、梅堰社区、北郊社区、湾头社区、湖西社区、河西村、畈里塘村、外漕村、夏家村、河东村、压赛村和孔浦村。

## 文化教育
文化名人：唐弢，1913年3月3日出生于畈里塘村。

## 交通
- 宁波轨道交通2号线：压赛堰站、大通桥站
- 宁波轨道交通3号线：大通桥站